# The Final Cut (álbum)
The Final Cut é o décimo segundo álbum de estúdio da banda britânica de rock Pink Floyd. Lançado em março de 1983, foi distribuído pela gravadora Harvest Records no Reino Unido e várias semanas depois através da Columbia Records nos Estados Unidos. Assim como os anteriores do grupo, é um álbum conceitual e é o último de sua discografia com o integrante Roger Waters, no qual é o compositor e vocalista de todas as músicas. O tecladista Richard Wright não participou da obra, por ter sido expulso durante as sessões do projeto anterior, The Wall.
The Final Cut foi inicialmente planejado como uma trilha sonora para o filme Pink Floyd The Wall, de 1982. Nesta época, ocorreu a guerra das Malvinas, contexto que inspirou Roger a compor canções anti-guerra, além de dissertar a morte de seu pai na Segunda Guerra Mundial. Repetindo o estilo de ópera rock de seu predecessor, The Wall (1979), Final Cut foi gravado em oito estúdios diferentes do Reino Unido, entre julho e dezembro de 1982. Nesta época, ocorreram algumas das maiores tensões no grupo, especialmente entre Waters e o guitarrista David Gilmour. O projeto gráfico também ficou a cargo do baixista. The Final Cut chegou na primeira posição na parada de álbuns do Reino Unido, mas recebeu críticas mistas. Após seu lançamento, foi produzido um curta-metragem para divulgação.
Após o lançamento do álbum a cada membro da banda concentrou-se em trabalhos solo. Nesta época, Roger Waters anunciou sua saída da banda, mas tentou impedir que Gilmour e Nick Mason utilizassem o nome Pink Floyd futuramente. David Gilmour mostrou-se forte crítico de The Final Cut, considerando-a, muitas vezes como um álbum solo de Roger. Nenhuma das canções do álbum foram tocadas ao vivo pelo Pink Floyd, e Waters executou algumas em suas turnês.

## Características gerais
O álbum foi dedicado ao pai de Roger Waters (Eric Fletcher Waters), o qual faleceu durante a 2ª Guerra Mundial. Ainda mais sombrio em sonoridade que o The Wall, esse álbum re-examinou vários temas discutidos do mesmo, mas se dirigindo a fatos da época, incluindo a raiva de Waters da participação da Inglaterra na Guerra das Malvinas, a culpa que ele colocou nos líderes políticos ("The Fletcher Memorial Home"). E conclui com uma visão cínica de uma possível guerra nuclear ("Two Suns in the Sunset"). Michael Kamen e Andy Bown contribuíram com trabalho de piano, por causa da saída de Richard Wright (que não foi formalmente anunciada antes do lançamento do álbum).
Apesar de tecnicamente ser um álbum do Pink Floyd, o nome da banda não aparece escrito no encarte do LP, somente atrás aparece: "The Final Cut - Um réquiem para o sonho do pós-guerra por Roger Waters, tocado pelo Pink Floyd: Roger Waters, David Gilmour e Nick Mason". Roger Waters recebeu os créditos totais para o álbum, o que se tornou um protótipo do som que ele faria em próximos álbuns em sua carreira solo. Waters disse que ele sugeriu lançar o álbum como um álbum solo, mas o resto da banda rejeitou a ideia. No entanto, no seu livro Inside Out, Nick Mason diz que isso nunca aconteceu. Gilmour declarou que pediu a Waters para segurar o lançamento do álbum, para que então pudesse escrever material suficiente para contribuir, mas esse pedido foi negado. O tom da canção é bastante similar ao do The Wall mas também mais quieto e suave, lembrando canções como "Nobody Home" mais do que "Another Brick in the Wall (Part 2)", por exemplo. Ele também é mais repetitivo, com certos temas que aparecem repetidamente pelo álbum. Teve somente sucesso moderado com os fãs (atingindo 1º lugar no Reino Unido e 6º nos EUA), mas recebeu razoáveis elogios do críticos. 
O álbum teve um pequeno hit, "Not Now John", a única faixa hard-rock do álbum (e a única em particular em ter Gilmour cantando). As discussões entre Waters e Gilmour nesse ponto eram tão ruins que eles supostamente não eram vistos gravando no mesmo estúdio simultaneamente. Gilmour disse que ele queria continuar a fazer rock de boa qualidade, e sentiu que Waters estava construindo sequências de peças de canções meramente como um veículo para suas letras críticas sociais. Waters diz que seus companheiros de banda nunca entenderam completamente a importância dos comentários sociais que ele fazia. Pelo fim da gravação, o crédito de co-produção de Gilmour foi retirado do encarte do álbum (apesar de ele ter recebido os direitos autoriais). Não houve turnê para esse álbum, apesar de as canções do álbum terem sido apresentadas por Waters em suas futuras turnês solo.

## História
Gravado em vários estúdios ingleses entre Julho e Dezembro de 1982, o LP foi editado no Reino Unido em 21 de Março de 1983 e nos Estados Unidos em 2 de Abril. Originalmente agendado para ser a banda sonora do filme da banda "The Wall", evoluiu para se tornar em mais um álbum conceitual, marchando contra a guerra e com o subtítulo de "A requiem for the post war dream" ("um réquiem para o sonho do pós-guerra").
The Final Cut chegou a Nº 1 de vendas nas tabelas do Reino Unido e a Nº 6 nos Estados Unidos. Em 23 de Maio de 1983, The Final Cut chegou a disco de ouro e platina e em 31 de Janeiro de 1997 atingiu a dupla platina.
O álbum parece ser divido em duas histórias separadas que se intercalam:
- Uma parece ser a visão de Waters sobre os problemas do mundo actual (faixas 1, 5, 7, 8, 9, 11, 12), muitas destas são sobre a Guerra das Malvinas e condenam Margaret Thatcher, Ronald Reagan e Menahem Begin, entre outros. Waters expõe também a sua visão do mundo e termina o álbum com um holocausto nuclear que ele teme poder vir a acontecer.

- Há também uma pequena história sobre a paranóia de um veterano da 2ª Guerra Mundial (faixas 2, 4, 6 e 10) presumivelmente por ter estado envolvido no bombardeamento a Dresden. As canções também reportam as memórias de Waters sobre a guerra (Your possible pasts), culpando a escola pelos seus problemas (One of the Few, The Hero's Return), lamentando a sua vida (Paranoid eyes) e chegando quase ao suicídio (The Final Cut).

“Not now John” foi editado em single (sendo o verso “fuck all that” dobrado para “stuff all that” e tendo no lado 2 uma versão mais comprida de “The Hero's Return”. Foi também feito um vídeo EP para acompanhamento de quatro das canções do álbum e realizado pelo (na altura) cunhado de Waters.
Em 1986, o álbum foi editado em CD. Em 1994 foi reeditado com nova mistura digital.  Para comemorar o 21º aniversário do lançamento foi editado em 19 de Março de 2004 com nova mistura e nova embalagem, contendo a faixa “When the tigers broke free”, anteriormente apenas acessível em single ou na banda sonora do Filme “The Wall”.

## Faixas
Todas as letras e canções de autoria de Roger Waters. Todas as músicas cantadas por Roger Waters, exceto em "Not Now John" (Roger Waters e David Gilmour).

### No álbum original
1. "The Post War Dream" - 3:02
2. "Your Possible Pasts" - 4:22
3. "One of the Few" - 1:23
4. "The Hero's Return" - 2:56
5. "The Gunner's Dream" - 5:07
6. "Paranoid Eyes" - 3:40
7. "Get Your Filthy Hands Off My Desert" - 1:19
8. "The Fletcher Memorial Home" - 4:11
9. "Southampton Dock" - 2:13
10. "The Final Cut" - 4:46
11. "Not Now John" - 5:01
12. "Two Suns in the Sunset" - 5:14

### Na reedição de 2004
1. "The Post War Dream" - 3:00
2. "Your Possible Pasts" - 4:26
3. "One of the Few" - 1:11
4. "When the Tigers Broke Free" - 3:16
5. "The Hero's Return" - 2:43
6. "The Gunner's Dream" - 5:18
7. "Paranoid Eyes" - 3:41
8. "Get Your Filthy Hands Off My Desert" - 1:17
9. "The Fletcher Memorial Home" - 4:12
10. "Southampton Dock" - 2:10
11. "The Final Cut" - 4:45
12. "Not Now John" - 4:56
13. "Two Suns in the Sunset" - 5:23

## Créditos

### Banda
- David Gilmour - guitarra e violão
- Roger Waters - baixo,violão e vocais
- Nick Mason – bateria

### Participações
- Michael Kamen – acordeão, piano
- Andy Bown – órgão hammond
- Ray Cooper - percussão
- Andy Newmark – bateria em "Two Suns In The Sunset"
- Raphael Ravenscroft – saxofone tenor
- The National Philharmonic Orchestra - arranjos e direcção de Michael Kamen

## Citações
| “ | Foi uma tristeza fazer “The final cut”, mesmo tendo-o ouvido depois e gostado de grande parte, não gosto da maneira como cantei. Consegue-se perceber a tensão louca por todo o álbum. Se você tenta expressar algo e não consegue fazê-lo por estar tão nervoso... Foi uma época terrível. Nós discutíamos como cães e gatos, começando a perceber ou antes a aceitar que não havia banda. Na verdade estava nos sendo imposto que nós não éramos uma banda, e que não éramos já há muito tempo, pelo menos desde 1975, quando fizemos Wish you were here. Mesmo nessa altura havia grande desacordo sobre o conteúdo e sobre como fazer o álbum [...] Venderam-se 3 milhões de cópias, o que nem era muito para o Pink Floyd, e como consequência David Gilmour disse: “Aí está, eu sabia que ele estava fazendo tudo errado”. Mas é absolutamente ridículo julgar um álbum apenas pelo número de vendas. Se vamos usar as vendas como único critério, isso faz de Grease um álbum melhor que Graceland | ” |

| “ | Bem, isto foi sempre o meu objetivo durante anos, ou seja, sempre foi um dos meus objetivos, que tudo o que se fizesse, fosse equilibrado. Disse a ele centenas de vezes até chatear – o que conta é o equilíbrio entre as palavras e a música, e eu penso que foi isso que se perdeu em “The final cut” | ” |